# اندیس بیوک چای-دیزج
بیوک چای-دیزج یک اندیس فلزی است که در حوالی شهر سیه چشمه استان آذربایجان غربی قرار دارد و مادهٔ معدنی موجود در آن، جیوه است.  